# 贺英
贺英（1886年—1933年），原名贺明英，又名贺香姑，女，湖南桑植人，中国共产党革命烈士。1929年前往鄂西，參與创建湘鄂西苏区。1933年在軍事行動中陣亡。1962年移葬湖北鹤峰县满山红烈士陵园。

## 家庭
弟弟贺龙。丈夫谷吉庭。